# Paul Remouchamps
Paulus (Paul) Remouchamps (Lier, 3 december 1885 - 4 oktober 1969) was een Belgische atleet en voetballer. Als atleet was hij gespecialiseerd in het hordelopen. Hij werd eenmaal Belgisch kampioen.

## Biografie
Remouchamps speelde tussen 1906 en 1914 voetbal bij Lierse SK. Voordien was hij aangesloten geweest bij Leopold Club Brussel.
Ook in de atletiek was Remouchamps oorspronkelijk aansloten bij Lierse Sportkring. In 1912 stapte hij over naar White Star. Dat jaar werd hij op de 400 m horden in een Belgisch record Belgisch kampioen.
In de Wereldoorlog raakte hij in 1914 te Namen gewond en werd hij krijgsgevangen genomen.

## Belgische kampioenschappen
| Onderdeel    | Jaar |
| ------------ | ---- |
| 400 m horden | 1912 |

## Persoonlijk record
| Onderdeel    | Prestatie      | Datum        | Plaats |
| ------------ | -------------- | ------------ | ------ |
| 400 m horden | 59,8 s (ex-NR) | 30 juni 1912 | Ukkel  |

## Palmares

### 400 m
- 1911:  BK AC

### 400 m horden
- 1912:  BK AC – 59,8 s (NR)